# Terapia fagica
Con terapia fagica si intende l'uso terapeutico dei batteriofagi per trattare le infezioni dei batteri patogeni. I batteriofagi, noti anche come fagi, sono una forma di virus. Questi attaccano i batteri e inseriscono al loro interno il loro genoma virale. Successivamente, il genoma virale sostituisce efficacemente il genoma batterico  impedendo al batterio stesso di riprodursi e quindi fermando l'infezione; inoltre il batterio invece di dare vita ad altri batteri produce nuovi fagi. I fagi sono molto selettivi nei ceppi batterici contro i quali sono efficaci.  I vantaggi di questa terapia comprendono una riduzione degli effetti collaterali ed un ridotto rischio di resistenza allo sviluppo batterico.  Gli svantaggi includono la difficoltà di trovare i fagi efficaci per trattare una particolare infezione.
I fagi sono spesso paragonati agli antibiotici, i primi tendono ad avere più successo dei secondi quando ci si confronta con i batteri che formano un biofilm coperto da uno strato di polisaccaridi, che gli antibiotici in genere non riescono a penetrare, inoltre sono molto più specifici degli antibiotici. I batteriofagi sono in genere innocui non solo per l'organismo ospite ma anche per altri batteri benefici, come la flora intestinale, riducendo le possibilità di infezioni opportunistiche. Hanno un alto indice terapeutico, vale a dire che la terapia fagica dovrebbe causare pochi effetti collaterali, anche a livelli terapeutici più elevati. Poiché i fagi si replicano in vivo (nelle cellule dell'organismo vivente), è possibile utilizzare una dose efficace più piccola.
I fagi sono attualmente usati terapeuticamente per trattare le infezioni batteriche che non rispondono agli antibiotici convenzionali, in particolare in Russia e Georgia. Esiste anche un'unità di terapia fagica a Breslavia, in Polonia, fondata nel 2005, l'unico centro di questo tipo in un paese dell'Unione europea. I fagi sono oggetto di rinnovata attenzione clinica nei paesi occidentali, come gli Stati Uniti. Nel 2019, la Food and Drug Administration statunitense ha approvato il primo studio clinico statunitense per la terapia dei fagi somministrati per via endovenosa.

### Riviste
- Pelfrene E, Willebrand E, Cavaleiro Sanches A, Sebris Z, Cavaleri M, Bacteriophage therapy: a regulatory perspective, in J. Antimicrob. Chemother., vol. 71, n. 8, August 2016,  pp. 2071-4, DOI:10.1093/jac/dkw083, PMID 27068400.
- Kakasis A, Panitsa G, Bacteriophage therapy as an alternative treatment for human infections. A comprehensive review, in Int. J. Antimicrob. Agents, vol. 53, n. 1, January 2019,  pp. 16-21, DOI:10.1016/j.ijantimicag.2018.09.004, PMID 30236954.
- Cisek AA, Dąbrowska I, Gregorczyk KP, Wyżewski Z, Phage Therapy in Bacterial Infections Treatment: One Hundred Years After the Discovery of Bacteriophages, in Curr. Microbiol., vol. 74, n. 2, February 2017,  pp. 277-283, DOI:10.1007/s00284-016-1166-x, PMC 5243869, PMID 27896482.
- Kortright KE, Chan BK, Koff JL, Turner PE, Phage Therapy: A Renewed Approach to Combat Antibiotic-Resistant Bacteria, in Cell Host Microbe, vol. 25, n. 2, February 2019,  pp. 219-232, DOI:10.1016/j.chom.2019.01.014, PMID 30763536.
- Oechslin F, Resistance Development to Bacteriophages Occurring during Bacteriophage Therapy, in Viruses, vol. 10, n. 7, June 2018, DOI:10.3390/v10070351, PMC 6070868, PMID 29966329.
- Shlezinger M, Khalifa L, Houri-Haddad Y, Coppenhagen-Glazer S, Resch G, Que YA, Beyth S, Dorfman E, Hazan R, Beyth N, Phage Therapy: A New Horizon in the Antibacterial Treatment of Oral Pathogens, in Curr Top Med Chem, vol. 17, n. 10, 2017,  pp. 1199-1211, DOI:10.2174/1568026616666160930145649, PMID 27770768.
- Gordillo Altamirano FL, Barr JJ, Phage Therapy in the Postantibiotic Era, in Clin. Microbiol. Rev., vol. 32, n. 2, April 2019, DOI:10.1128/CMR.00066-18, PMC 6431132, PMID 30651225.
- Caflisch KM, Suh GA, Patel R, Biological challenges of phage therapy and proposed solutions: a literature review, in Expert Rev Anti Infect Ther, vol. 17, n. 12, December 2019,  pp. 1011-1041, DOI:10.1080/14787210.2019.1694905, PMID 31735090.

### Testi
- Dr.Hakim Saboowala, A Glance at Advances in the Techniques and Methodologies of Cancer Gene Therapy., Dr.Hakim Saboowala, 6 maggio 2020.
- Andrzej Górski, Ryszard Międzybrodzki e Jan Borysowski, Phage Therapy: A Practical Approach, Springer Nature, 25 ottobre 2019, ISBN 978-3-030-26736-0.
- Paul Hyman e Stephen T. Abedon, Bacteriophages in Health and Disease, CABI, 2012, ISBN 978-1-84593-984-7.
- Stephen T. Abedon, Pilar García, Peter Mullany, Rustam Aminov, Phage Therapy: Past, Present and Future, Frontiers Media SA, 5 settembre 2017, ISBN 978-2-88945-251-4.
- Joseph E. Pizzorno e Michael T. Murray, Textbook of Natural Medicine - E-Book, Elsevier Health Sciences, 26 giugno 2020,  p. 787, ISBN 978-0-323-52380-6.